# Jan Emler
Jan Emler (1. srpna 1877 Praha – 28. května 1951 Praha) byl český knihovník, památkář, redaktor, autor textů o pražských památkách a mezi lety 1931–1938 ředitel Veřejné a univerzitní knihovny v Praze, dnešní Národní knihovny ČR.

## Život
Narodil se v rodině Josefa Emlera (1836–1899), významného historika a archiváře, a Kateřiny rozené Dlabačové (1843–1919) jako nejmladší ze čtyř dětí. Měl tři starší sestry – Marii, Boženu a Věru.
Jan Emler studoval na gymnáziu v Praze, poté vystudoval práva (1895–1899) a dějiny umění (1900–1904) na české univerzitě. Věnoval se historii, zejména historické topografii Prahy a později napsal mnoho odborných článků z oboru knihovnictví, přispíval do prvního českého knihovnického časopisu České knihovnictví. Z jeho publikační činnosti v období mezi lety 1899–1919 lze vybrat díla – Praha z doby rokoka (1907), Průvodce po Praze (1912), který byl přeložen do několika jazyků, a dále například dvoudílné Malebné pouti po krásné Praze (1920 a 1923). V této souvislosti je možné zmínit, že Jan Emler oplýval výbornou znalostí francouzštiny a němčiny, což jej později spolu s vytříbeným diplomatickým vystupováním předurčilo k reprezentaci československého knihovnictví v zahraničí. Jako vystudovaný historik umění se zapojil do hnutí na ochranu památek a stal se jedním ze členů dnešního Klubu Za starou Prahu. Uvádí se, že byl dokonce zakladatelem hnutí Za starou Prahu.
Od roku 1899 pracoval ve Veřejné a univerzitní knihovně v Praze (dnešní Národní knihovně ČR), zprvu jako praktikant, od roku 1911 jako bibliotekář. V té době měl na starost správu lístkového katalogu a správu rukopisů. Od roku 1906 se stal jednatelem Osvětového svazu, kde působil v knihovním odboru. O tři roky později, roku 1909, zastával funkci inspektora Městské knihovny pražské (nyní Městské knihovny v Praze). V září 1919 byl vyslán do Bratislavy, kde se stal ředitelem Veřejné a Univerzitní knihovny a zřídil knihovnu pro nově založenou Univerzitu Komenského. Zasloužil se o vybudování největší bratislavské knihovny, která převzala knihovní fond bývalé Alžbětiny univerzity, obsahující latinskou, německou, maďarskou literaturu a také slovenské a české knihy. V říjnu 1919 se Janu Emlerovi podařilo pro knihovnu získat právo povinného výtisku a značně rozšířit fond slovenské a české literatury. Od roku 1922 byl lektorem knihovnictví na bratislavské univerzitě. V letech 1919–1925 byl místopředsedou Spolku československých knihovníků a jejich přátel.
V roce 1931 se vrátil do Prahy, kde ve funkci ředitele Veřejné a univerzitní knihovny (nyní Národní knihovny ČR) vystřídal Jaromíra Boreckého (PhDr. Jaromír Borecký byl ředitelem této knihovny v letech 1920–1930). Za ředitele Jana Emlera došlo k oživení a reorganizaci knihovny, která od roku 1935 nesla nový název Národní a univerzitní knihovna. Bylo posíleno mnoho kontaktů se zahraničím, vznikaly nové specializované čítárny (studovny), instalovány nové příruční knihovny, otevřeno oddělení krásných tisků a vzácných vazeb a zřízena pro ně zvláštní studovna. K výstavním účelům sloužila také Zrcadlová kaple. Dále byla například založena skupina odborných publikací. Jan Emler měl významný podíl na řešení otázky povinných výtisků vládním nařízením z roku 1935. Byl významnou osobností v čele Československé knihovědné společnosti, což bylo podpořeno publikační činností – společnost vydávala časopis Slovanská knihověda a Rozpravy Československé společnosti knihovědné. Za Emlerova působení se knihovní fond takřka zdvojnásobil. V průběhu let se kolem něj vytvořila skupina knihovníků, významných představitelů soudobé kultury, jako například spisovatelé Karel Josef Beneš, Edmond Konrád a Vilém Závada.
Jan Emler byl ředitelem Národní a univerzitní knihovny až do roku 1938. Následujícího roku 1939 odešel do důchodu.
Zemřel 28. května 1951 v Praze a je pohřben na Vyšehradském hřbitově.